# Combustione dolce
Per combustione dolce (mild combustion in inglese) si intende una tipologia di combustione che utilizza alte diluizioni della miscela reagente con sostanze inerti (tipicamente acqua od azoto, nelle apparecchiature da laboratorio), associandola ad alte temperature di preriscaldamento.

## Caratteristiche e scopi
L'uso di forti diluizioni dei reagenti e di alte temperature di preriscaldamento ha lo scopo di contenere il più possibile i gradienti di temperatura, allungando così la vita dei materiali a contatto con i gas e soprattutto abbattendo significativamente la produzione di NOx, che è invece consistente con temperature elevate (>1000 K), abituali nelle combustioni che sono marcatamente esotermiche.
Inoltre è dimostrato che la produzione di soot (fuliggine) è notevolmente depressa in condizioni mild e questo permette anche una minore emissione di inquinanti.
L'elevata diluizione del combustibile fa sì che la composizione della miscela ricada al di fuori dei limiti di infiammabilità, di qui la necessità del preriscaldamento dei flussi entranti al di sopra della temperatura di autoignizione.
La mild combustion è un campo di ricerca relativamente nuovo e benché ci sia a grandi linee accordo sulle caratteristiche che deve avere un processo di combustione per essere inquadrato come mild, non può ritrovarsi in letteratura un'unica definizione quantitativa. Il principio cui tutte fanno capo è, comunque, sempre quello di avere innalzamenti di temperatura contenuti, al di là degli espedienti posti poi effettivamente in esse per ottenerli: è questa, può dirsi, la vera caratteristica che accomuna tutti i processi mild.
Secondo una delle definizioni, affinché si abbia combustione dolce dev'essere:
{\displaystyle T_{o}\ >T_{ign}\ >\Delta T_{ad}}
dove {\displaystyle T_{o}}, {\displaystyle T_{ign}} e {\displaystyle \Delta T_{ad}} sono rispettivamente le temperature di ingresso dei reagenti, la temperatura di autocombustione (nelle condizioni date) e {\displaystyle \Delta T_{ad}=T_{ad}-T_{o}}, con {\displaystyle T_{ad}} temperatura adiabatica di fiamma.
Dal punto di vista macroscopico la combustione dolce è caratterizzata dall'assenza di un fronte di fiamma, inteso come la superficie di separazione tra reagenti e prodotti, ragion per cui è detta dagli anglofoni anche flameless.